# Lasse Pöysti
Pour les articles homonymes, voir Pöysti.
Lasse Erik Pöysti (né le 24 janvier 1927 à Sortavala et mort le 5 avril 2019 à Helsinki) est un acteur, metteur en scène, directeur de théâtre et scénariste finlandais,,.

## Biographie
Lasse Pöysti est né et a passé son enfance à Sortavala. 
Pendant la guerre d'hiver, les Pöysti sont évacués d'abord à Hämeenlinna puis ils s'installent à Helsinki.
Lasse Pöysti est élève du lycée normal d'Helsinki jusqu'en 1945.
Lasse Pöysti commence sa carrière d'acteur en  jouant dans la série de films Suomisen perhe. 
Le premier de la série est réalisé en 1941.
Lorsqu'il a joué dans le film, Lasse Pöysti n'avait que 14 ans et était assez petit pour son âge et paraissait beaucoup plus jeune que son âge.
De 1967 à 1974, Lasse Pöysti a été directeur du Lilla Teatern,  avec son épouse Birgitta Ulfsson, et il a aussi joué de nombreux rôles en suédois. 
De 1974 à 1981, il a été directeur du Théâtre des travailleurs de Tampere et, de 1981 à 1985, directeur du Théâtre dramatique royal de Stockholm,.
Lasse Pöysti a vécu à Paris, puis à Lauttasaari à Helsinki.

## Séjour en France
La francophilie fait partie de la vie de Lasse Pöysti depuis l'école. 
Mauno Manninen le guide dans les quartiers francophones d'Helsinki, où se trouvent deux théâtres amateurs : la Compagnie d'Amateurs du Théâtre Français et La scène Française.
Lasse Pöysti s'y investit et apprend progressivement le français. 
L'idée d'un voyage en France commence à germer, Lasse Pöysti demande une bourse, mais ne l'obtient pas immédiatement, car il y avait trop de demandes à cause de la guerre.
Il continue son travail d'acteur au théâtre national de Finlande, et joue, entre autres, avec Eeva-Kaarina Volanen dans la Pâques d'August Strindberg en 1947. 
Il a surtout de petits rôles. 
Pöysti considérait le quatuor Aku Korhonen, Uuno Laakso, Yrjö Tuominen et Ruth Snellman comme les plus grandes autorités scéniques.
En février 1950, Lasse Pöysti peut enfin partir pour la France. 
À Paris, il sera toujours « jeune, beau et talentueux ».
Sous l'autorité d'Arvi Kivimaa, le directeur général du Théâtre national, il peut y acheter et passer des contrats pour des pièces de théâtre.
À Paris, Lasse Pöysti s'est rapproché des figures incontournables du monde théâtral français. 
Il se voit offrir l'opportunité d'intégrer le théâtre Marigny, dirigé par Jean-Louis Barrault et Madeleine Renaud, mais il ne saisit pas l'opportunité.
Lors de son séjour à Paris, l'idée germe de se séparer du Théâtre national et de rejoindre le Théâtre Intimiteatteri (fi), que Mauno Manninen vient de fonder.

## Filmographie
- 1941: Suomisen perhe - Olli Suominen
- 1941: Täysosuma - Skier
- 1941: Onnellinen ministeri - Garçon de courses
- 1942: Suomisen Ollin tempaus - Olli Suominen
- 1943: Suomisen taiteilijat - Olli Suominen
- 1944: Suomisen Olli rakastuu - Olli Suominen
- 1945: Suomisen Olli yllättää - Olli Suominen
- 1948: Haaviston Leeni - (non crédité)
- 1948: Kilroy sen teki - Pete
- 1948: Hormoonit valloillaan - Pena
- 1949: Ruma Elsa - Usko Aamunen
- 1949: Katupeilin takana - Arvid
- 1949: Sinut minä tahdon - Seppo Vesa
- 1949: Professori Masa - Pentti Simola
- 1950: Isäpappa ja keltanokka - Aimo Tammela
- 1950: Rakkaus on nopeampi Piiroisen pässiäkin - Heikki Piiparinen
- 1951: Vain laulajapoikia - Dr. Syrjä
- 1951: Radio tekee murron - radiojournaliste
- 1951: Kenraalin morsian - Jukka Oksapää
- 1951: Rion yö - Lasse
- 1951: Tukkijoella - Pölhö-Kustaa
- 1951: Vihaan sinua - rakas - Tauno Karnala
- 1952: Kaikkien naisten monni - Alokas Nieminen
- 1952: Salakuljettajan laulu
- 1952: ...ja Helena soittaa
- 1953: 2 hauskaa vekkulia - Compositeur Jussi Mäki
- 1953: Miljonäärimonni - Vihuri
- 1954: Kovanaama - Reporter Esko Pekuri
- 1954: Laivaston monnit maissa - Maître Segerstråhle
- 1954: Putkinotko - Malakias
- 1954: Kummituskievari
- 1955: Näkemiin Helena - Lennu
- 1955: Sankarialokas - Esko Sirola, T. Smith, T. MacDonald
- 1955: Miss Eurooppaa metsästämässä - Antero W. Lintunen
- 1955: Villi Pohjola - Pianiste de taverne
- 1957: Vääpelin kauhu - Jaska
- 1957: Syntipukki - Frans Koikkalainen
- 1958: Asessorin naishuolet - Veikko Pajukivi
- 1958: Sotapojan heilat - Alokas Esko Puustinen
- 1959: Taas tapaamme Suomisen perheen - Olli Suominen
- 1960: Justus järjestää kaiken - Justus
- 1964: Bröllopsbesvär - Peddler
- 1966: Syskonbädd 1782 - client à la taverne
- 1968: Punahilkka - Matti - airline pilot
- 1969:  Mumintrollet (série télévisée) - Mumintrollet
- 1976: Pyhä perhe - Paavo Mäkinen
- 1977: Pikku Kakkonen (série télévisée) - L'hôte
- 1978: Les Folles Aventures de Picasso - Le père de Sirkka
- 1979: Linus eller Tegelhusets hemlighet - L'antiquaire
- 1979: Herra Puntila ja hänen renkinsä Matti - Johannes Puntila
- 1980: Barna från Blåsjöfjället - Lasso-Lassi
- 1980: Det blir jul på Möllegården (série télévisée) - Pixie
- 1982: Le Vol de l'aigle - Photographe
- 1982:  L'École des femmes, Chrysalde
- 1984: Klaani – tarina Sammakoitten suvusta - Siilipää
- 1984: Dirty Story - Détective privé
- 1986: Flucht in den Norden
- 1986: Kuningas lähtee Ranskaan - Palefrenier
- 1986: På liv och död - Sångare i tunnelbanan
- 1986: Les Deux Bienheureux, Dr Dettow
- 1986: Näkemiin, hyvästi - Lauri Valve, pere de Tuula
- 1987: Lain ulkopuolella - Président de la Cour
- 1988: Ihmiselon ihanuus ja kurjuus - Martti Hongisto
- 1989: Dårfinkar och dönickar (série télévisée) - Morfar
- 1989: Tjurens år (téléfilm) - Onkel Jegor
- 1992: Mestari - Kalevi Suomalainen
- 1993: Macklean (série télévisée) - Carl August Ehrensvärd
- 1993: Rosenbaum (série télévisée) - Erik 'Lunkan' Lundkvist
- 1995: Vita lögner - Lindqvist
- 1995: Petri tårar - L'infirme
- 1999: Lapin kullan kimallus - Konrad Planting
- 2008: La Vénitienne, Nathan Burnstein
- 2008: Thomas - Thomas

## Écrits de Lasse Pöysti
- Sortavalasta Pariisiin. Otava 2000,  (ISBN 951-1-16996-3)
  - Lassen oppivuodet. Otava 1990.  (ISBN 951-1-11235-X)
  - Jalat maahan. Otava 1991.  (ISBN 951-1-11611-8)
  - Laina-takki. Otava 1992.  (ISBN 951-1-12265-7)
  - Pallo maton alla. Otava 1995.  (ISBN 951-1-12764-0)
- Iltasatuja. Otava 1997.  (ISBN 951-1-14468-5)
- Fermaatissa tavataan: Puheenvuoroja musiikista. Otava 2003,  (ISBN 951-1-17997-7)

## Prix et récompenses
Les prix reçus par Lasse Pöysti:
- Médaille Pro Finlandia, 1969
- Prix national de la cinématographie, 1980, 1989
- Prix culturel de MTV, 1987
- Prix culturel de Vantaa, 1988
- Työväen teatteripalkinto 1989
- Prix de la Fondation culturelle finlandaise 1991
- Prix du Fonds culturel finno-suédois 1992
- Prix Finlande, 2002
- Jussi-béton pour l'œuvre d'une vie, 2010
- Jussis, 1946, 1951, 1977, 1980, 1987
- Chevalier de la Légion d'honneur, 2005
- Prix Ida Aalberg  2007
- Prix Waldemar von Frenckellin, 2008

## Galerie

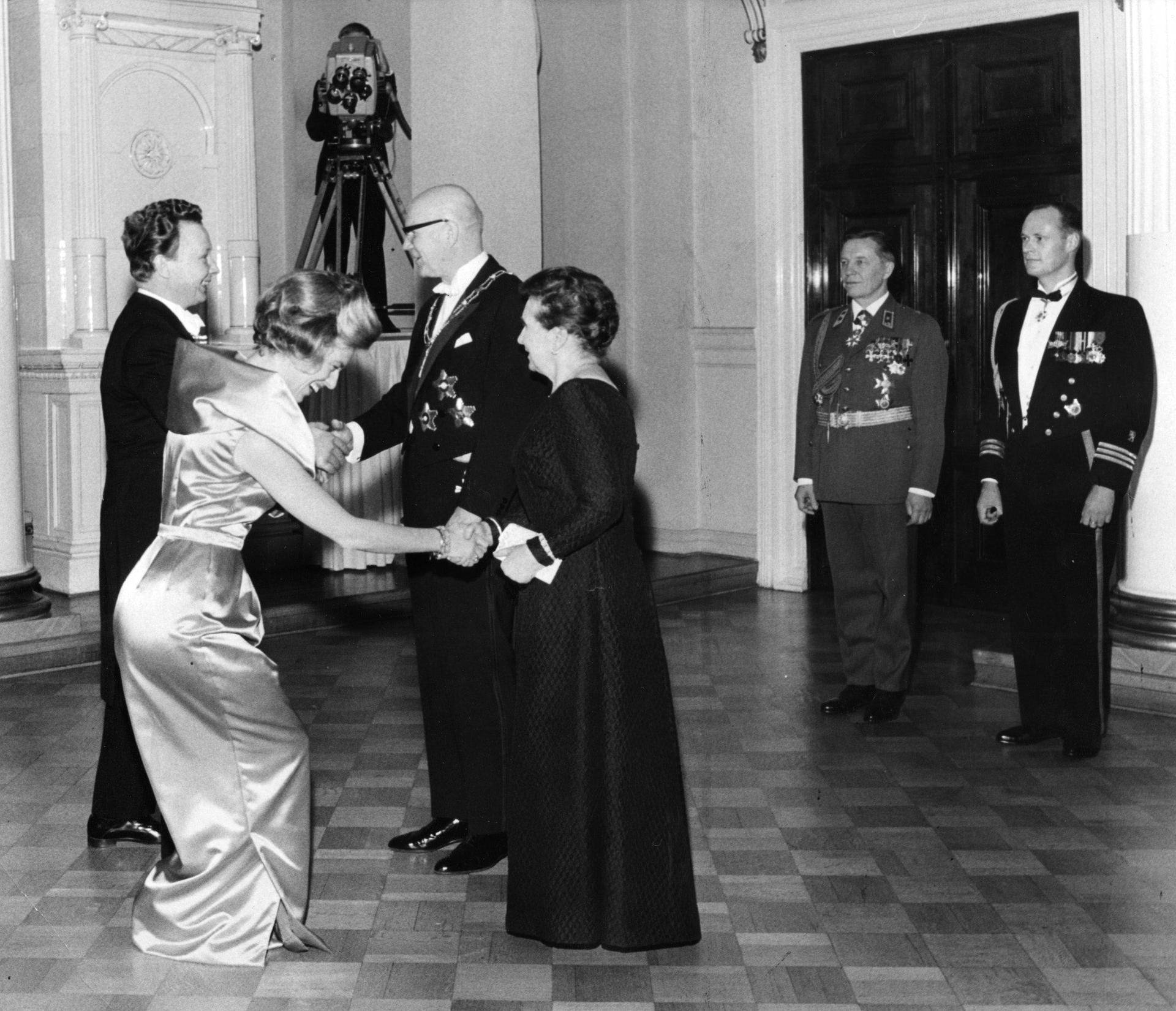
Lasse Pöysti (à gauche) et Birgitta Ulfsson saluant le président Urho Kekkonen et Mme Sylvi Kekkonen (à droite) au palais présidentiel à Helsinki lors de la célébration de la fête de l'indépendance en 1963.